# Aritranis alexanderi
Aritranis alexanderi là một loài tò vò trong họ Ichneumonidae.